# میدل‌بروک (نیوجرسی)
میدل‌بروک (به انگلیسی: Middlebrook) یک منطقهٔ مسکونی در ایالات متحده آمریکا است که در بوند بروک، نیوجرسی قرار دارد.